# Experiment de Torricelli

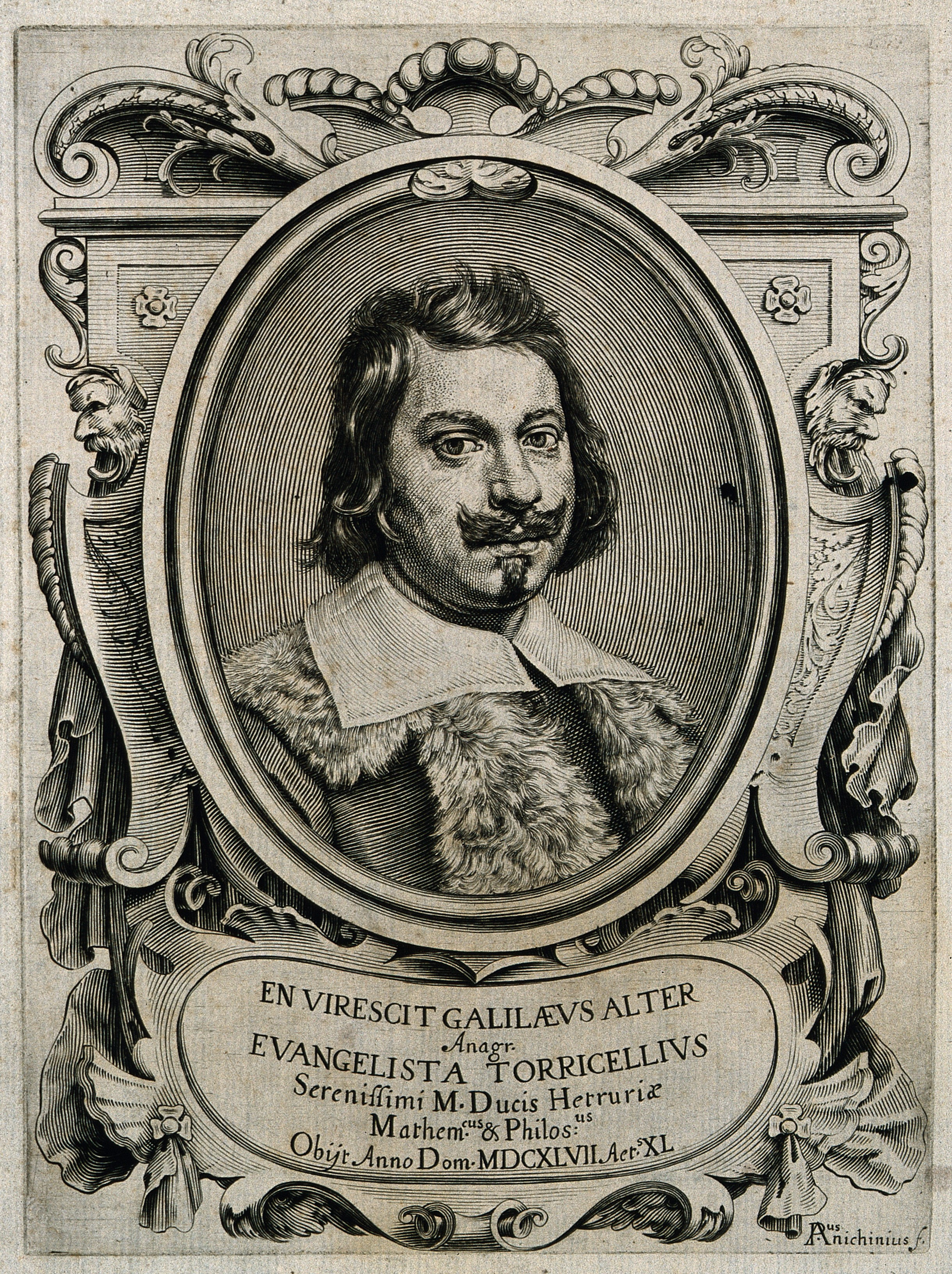
Evangelista Torricelli. Gravat de línia per P. Anichinius. Wellcome V0005861

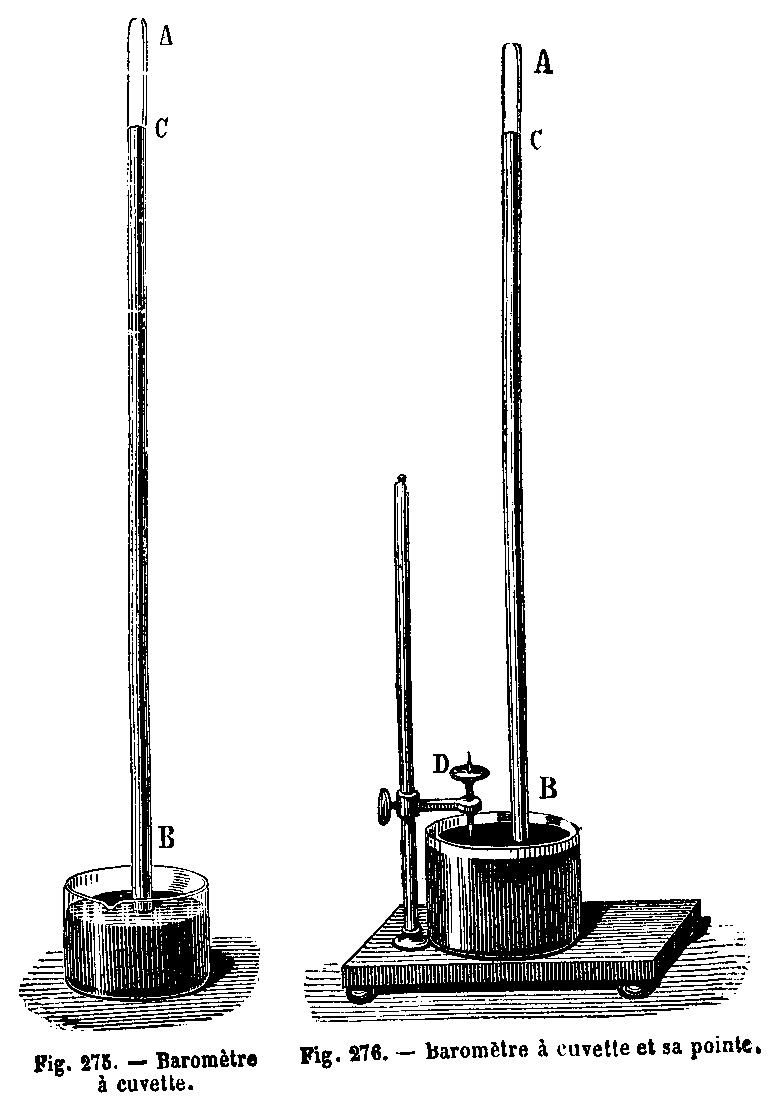
Torricelli va inventar el baròmetre de mercuri, enregistrat en els llibres de Camille Flammarion (1923)

L'experiment de Torricelli va ser inventat a Pisa el 1643 pel científic italià Evangelista Torricelli (1608-1647). El propòsit del seu experiment era provar que la font de buit ve de la pressió atmosfèrica.

## Procediment
L'experiment utilitza un baròmetre senzill per mesurar la pressió d'aire, que s'omple amb mercuri fins al 75% de capacitat. Qualsevol bombolla d'aire en el tub ha de ser treta invertint-lo diversos cops. A continuació, s'omple el tub de mercuri fins que sigui completament ple. El baròmetre és llavors col·locat invertit en un plat ple de mercuri. Això causa que el mercuri en el tub caigui fins que la diferència entre el mercuri en la superfície i en el tub sigui aproximadament de 760 mm.
Fins i tot quan es sacseja o s'inclina el tub, la diferència entre la superfície i l'interior del tub no es veu afectada per la influència de la pressió atmosfèrica.

## Conclusió

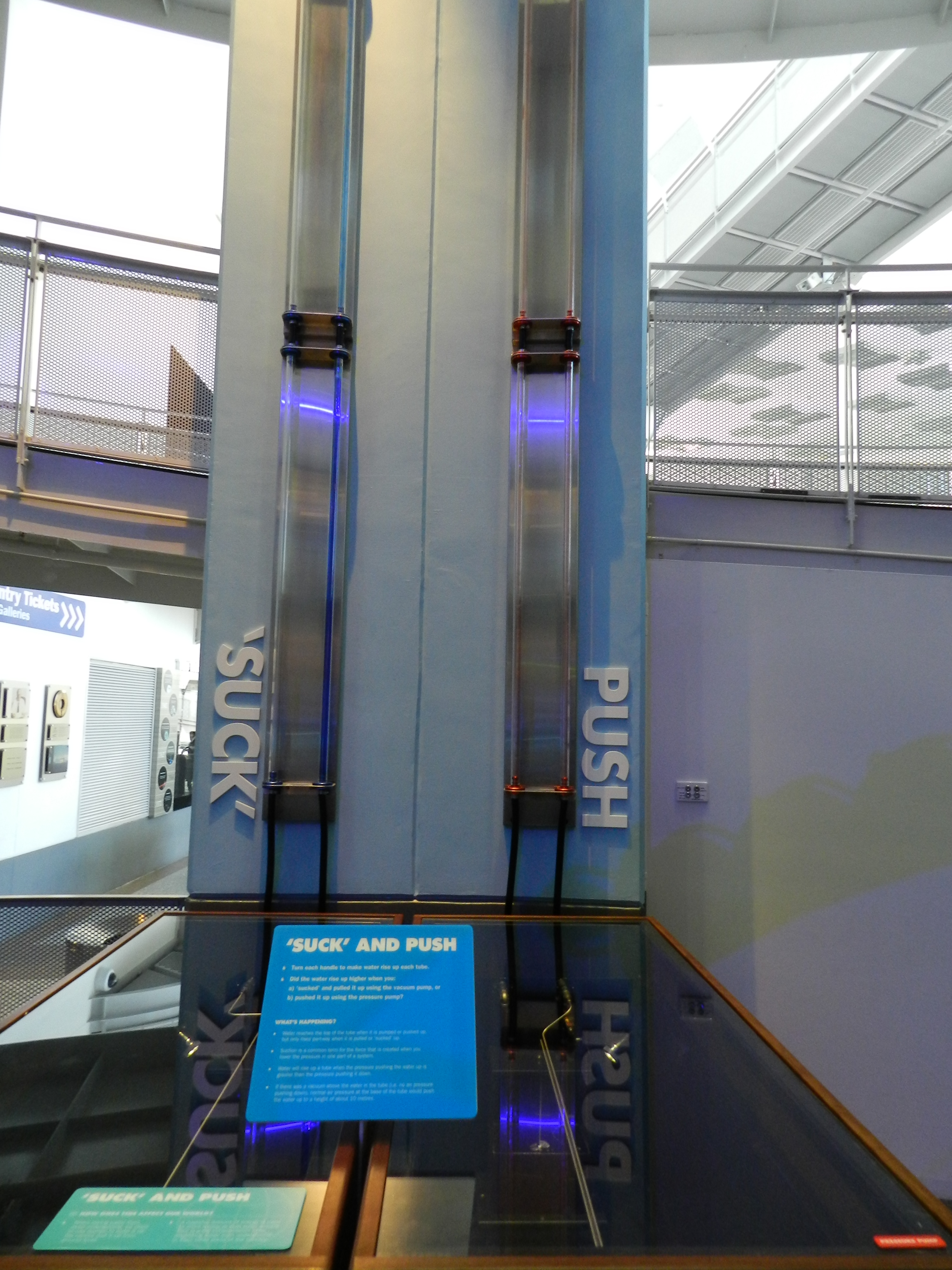
Demostració de la bomba de Torricelli a Questacon

Torricelli va concloure que el fluid de mercuri en el tub és ajudat per la pressió atmosfèrica que és present en la superfície del fluïd de mercuri en el plat. També va declarar que els canvis del nivell líquid d'un dia a l'altre són causats per la variació de la pressió atmosfèrica. L'espai buit en el tub és anomenat el buit de Torricelli.
- 760 mmHg = 1 atm
- 1 atm = 1 013 mbar o hPa
- 1 mbar o hPa = 0.7502467 mmHg

1 pascal = 1 Newton per metre quadrat (unitat del SI)
1 hectopascal són 100 pascals

## Imatges addicionals
- L'aigua es coloreja amb permanganat de potassi per a una visualització més fàcil.
- El tub des de la cullera s'estira fins al tercer pis de l'edifici i es pot observar el punt on el líquid deixa de créixer.
- La foto està presa des d'un angle ascendent mentre es realitza l'experiment de Torricelli.